# Richard Marx
Richard Noel Marx (Chicago, 1963. szeptember 16. –) Grammy-díjas amerikai pop-rock énekes, dalszerző és zenész. Több mint 30 millió albumot adott el világszerte.
Első, saját magáról elnevezett albuma háromszoros platina státuszt ért el 1987-ben, első kislemeze, a "Don't Mean Nothing" pedig 3. lett a Billboard Hot 100 listáján. 1987 és 1994 között 14 darab top 20-as dala volt, ebből háromnak is sikerült a listák élére ugornia.
Marx a történelem egyetlen olyan előadója, akinek az első hét kislemeze mind a top 5-ben végzett a Billboard listáin. Énekesként és dalszerzőként együttvéve összesen 14 darab listavezető dala volt, énekesként első helyet értek el "Right Here Waiting", "Hold On to the Nights", "Endless Summer Nights" és "Satisfied" című slágerei.
Marx más ismert előadókkal is közreműködött dalszerzőként vagy előadóként, többek között Kenny Rogers-szel ("Crazy"), az NSYNC együttessel ("This I Promise You") vagy Luther Vandross-szal ("Dance with My Father"), utóbbi mű társszerzőjeként 2003-ban Grammy-díjat nyert az év daláért. Marx-nak összesen öt Grammy-jelölése van.

## Diszkográfia

### Stúdióalbumok
- Richard Marx (1987)
- Repeat Offender (1989)
- Rush Street (1991)
- Paid Vacation (1994)
- Flesh and Bone (1997)
- Days in Avalon (2000)
- My Own Best Enemy (2004)
- Emotional Remains (2008)
- Sundown (2008)
- Christmas Spirit (2012)
- Beautiful Goodbye (2014)
- Limitless (2020)
- Songwriter (2022)